# WTA Pittsburgh
Das WTA Pittsburgh (offiziell: Ginny of Pittsburgh) war ein Damen-Tennisturnier der WTA Tour, das in der US-amerikanischen Stadt Pittsburgh ausgetragen wurde.

## Siegerliste

### Einzel
| Jahr                                          | Siegerin     | Finalgegnerin    | Ergebnis      |
| --------------------------------------------- | ------------ | ---------------- | ------------- |
| 1979                                          | Sue Barker   | Renée Richards   | 6:3, 6:1      |
| 1980–1982 wurde das Turnier nicht ausgetragen |              |                  |               |
| 1983                                          | Ginny Purdy  | Cláudia Monteiro | 6:2, 7:5      |
| 1984                                          | Andrea Leand | Pascale Paradis  | 0:6, 6:2, 6:4 |

### Doppel
| Jahr                                          | Siegerinnen                           | Finalgegnerinnen                | Ergebnis |
| --------------------------------------------- | ------------------------------------- | ------------------------------- | -------- |
| 1979                                          | Sue Barker Candy Reynolds             | Bunny Bruning Jane Stratton     | 6:3, 6:2 |
| 1980–1982 wurde das Turnier nicht ausgetragen |                                       |                                 |          |
| 1983                                          | Candy Reynolds Paula Smith            | Iwona Kuczynska Trey Lewis      | 6:2, 6:2 |
| 1984                                          | Christiane Jolissaint Marcella Mesker | Anna Maria Fernandez Trey Lewis | 7:6, 6:4 |